# Associatie van waterpeper en tandzaad
De associatie van waterpeper en tandzaad (Polygono-Bidentetum) is een associatie uit het tandzaad-verbond (Bidention).

## Naamgeving en codering
- Syntaxoncode voor Nederland (rVvN): r30Aa01
- Natura2000-habitattypecode: (EU-code): H3270

De wetenschappelijke naam Polygono-Bidentetum is afgeleid van de botanische namen van twee belangrijke taxa van de associatie. Dit zijn waterpeper (Persicaria hydropiper, syn. Polygonum hydropiper) en tandzaad (Bidens).

## Ecologie
De associatie van waterpeper en tandzaad is pioniergemeenschap die voorkomt op open, natte, mesotrofe tot (zeer) eutrofe, zure tot neutrale, zoete, modderige standplaatsen met een sterk wisselende waterstand. De associatie kan zich ontwikkelen op een breed scala aan grondsoorten, maar op zeeklei is zij zeldzaam. Typische standplaatsen zijn randen van (vaak modderige) bospaden, zoelplekken van zwijnen, vochtige akkerranden en droogvallende, zeer eutrofe poelen.

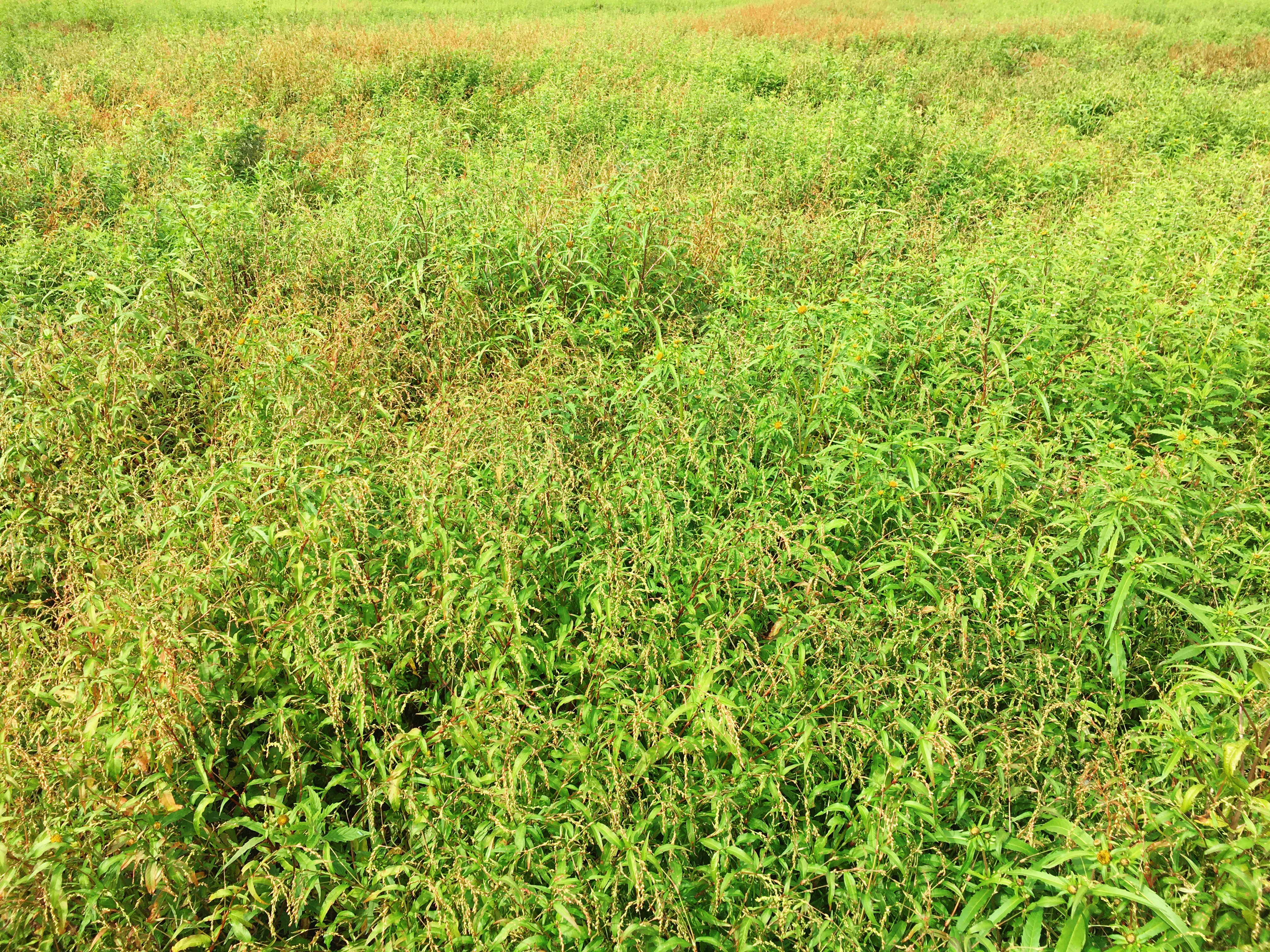
Een vlakdekkende ruigte van de associatie van waterpeper en tandzaad.

## Vegetatiezonering
In de vegetatiezonering kan de associatie van waterpeper en tandzaad contactgemeenschappen vormen met allerlei andere syntaxa. Zo staat het bij beweide terreinen vaak in contact met kamgrasweiden, de associatie van moeraszoutgras en fioringras en de associatie van borstelbies en moerasmuur. Daarnaast staat de associatie vaak in contact met begroeiingen uit het dotterbloem-verbond en de klasse van nitrofiele zomen. Langs bospaden komt de associatie vaak voor in contact met de associatie van Engels raaigras en grote weegbree en wel de subassociatie met tengere rus.

### Inslaggemeenschap
Als inslaggemeenschap kan de associatie van waterpeper en tandzaad optreden binnen oeverbegroeiingen uit de riet-klasse, de klasse van natte strooiselruigten en de oeverkruid-klasse.

## Verspreiding
Het verspreidingsgebied van de associatie van waterpeper en tandzaad is bekend van Europa, waar het voorkomt van het Middellandse Zeegebied tot in het zuiden van Scandinavië en van Ierland tot in Rusland. In Nederland en Vlaanderen is de associatie algemeen.

## Fotogalerij

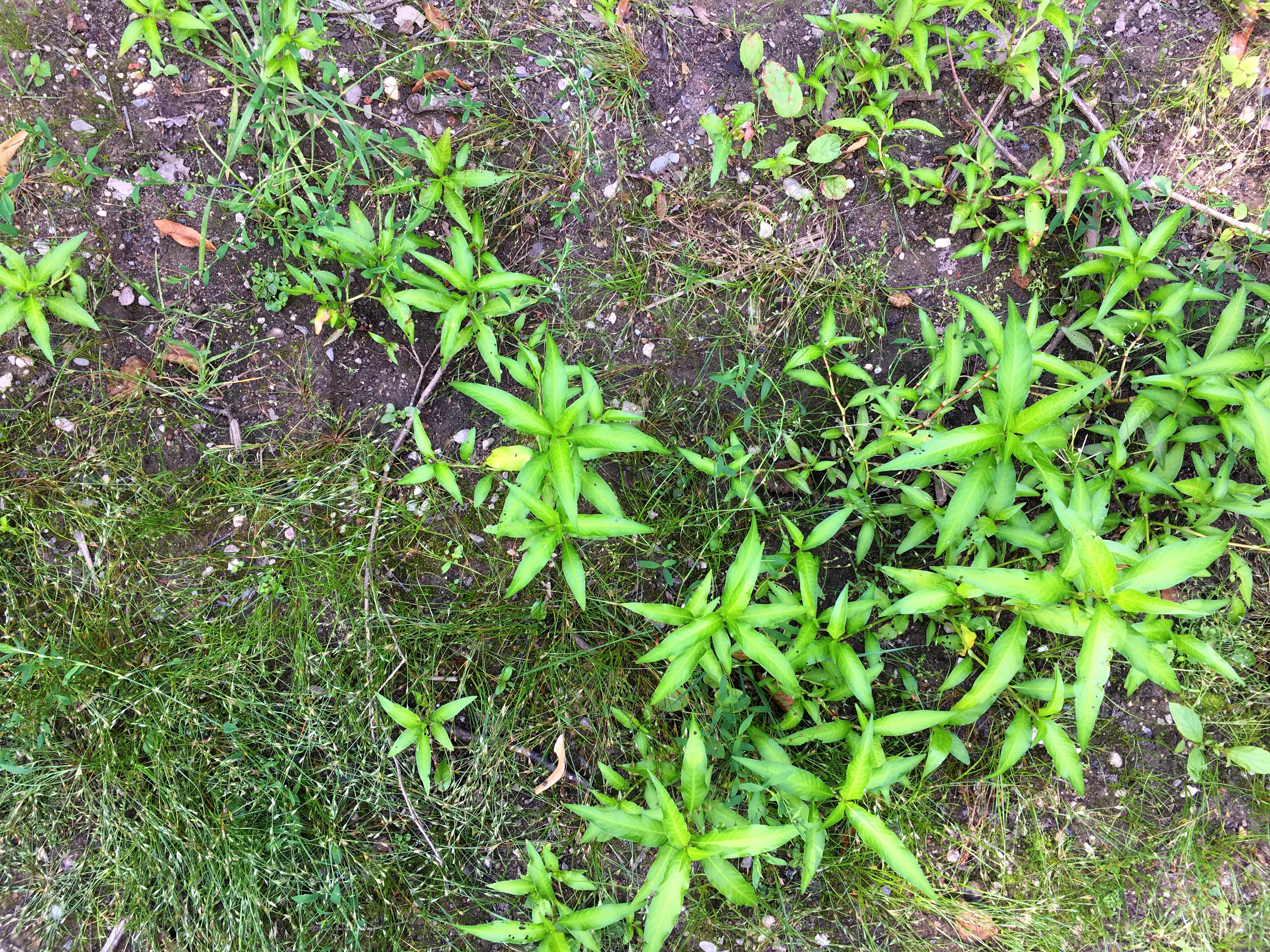
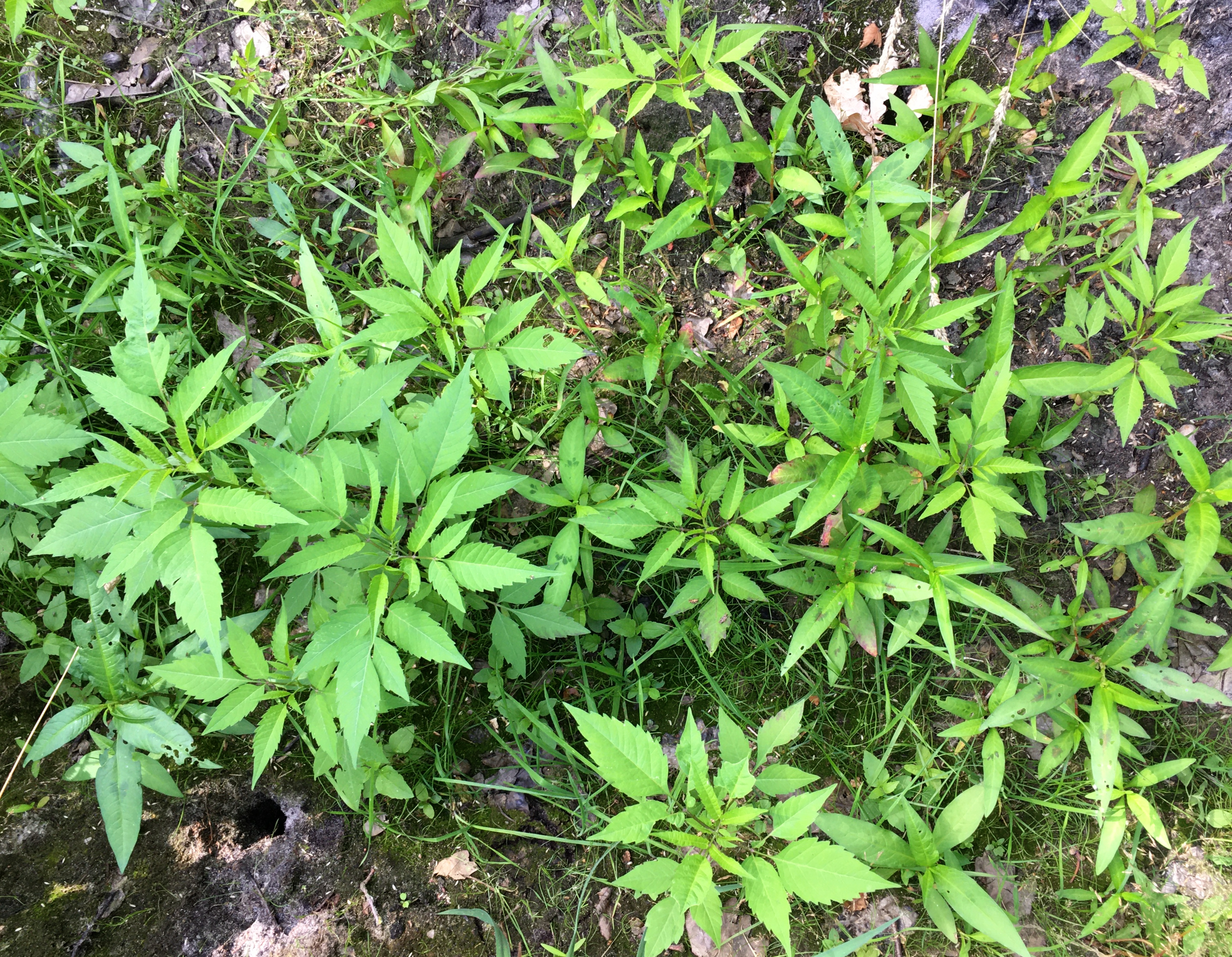
Close-up van de associatie in een drooggevallen greppel
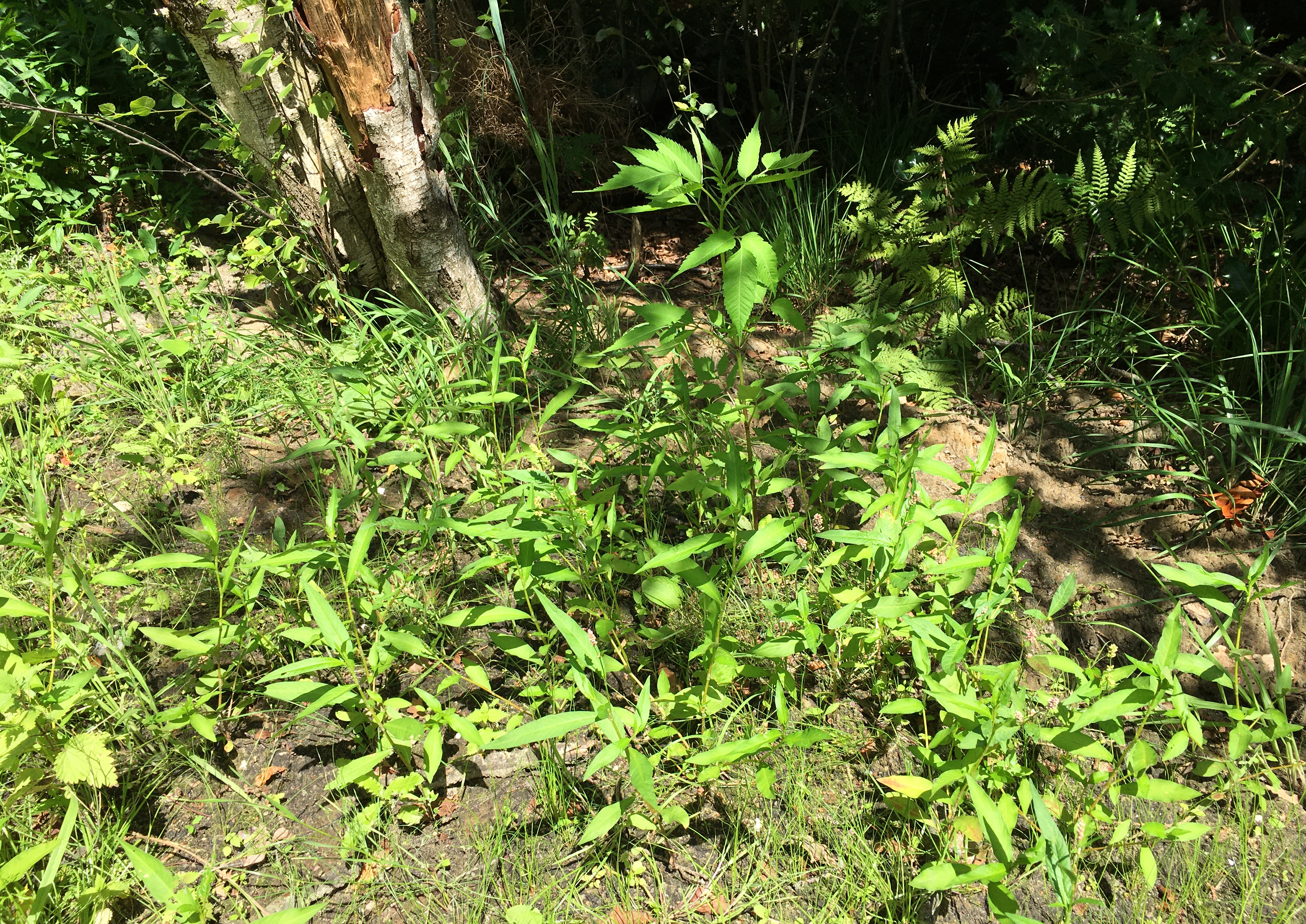
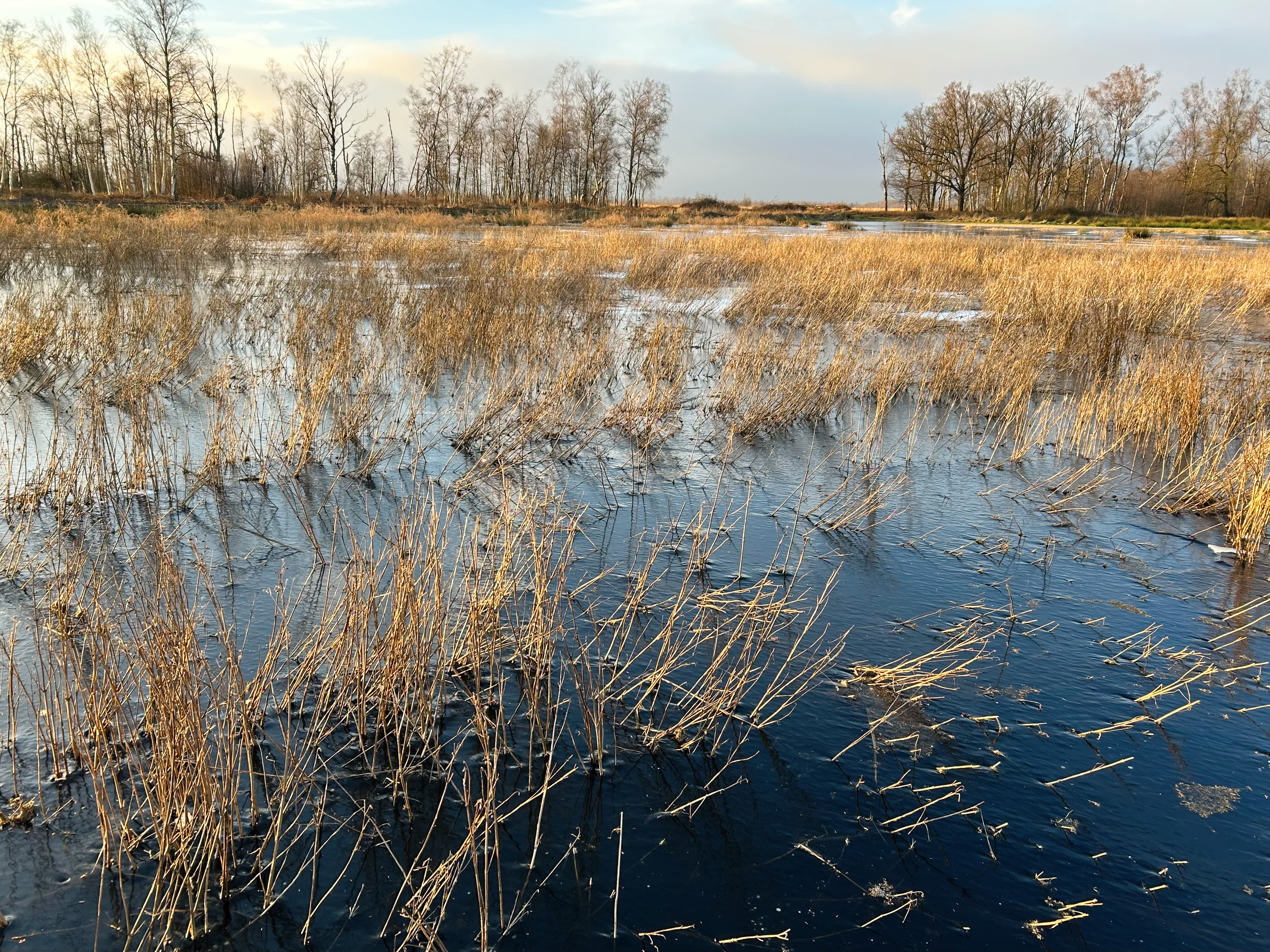
Winteraspect in een geëutrofieerd ven
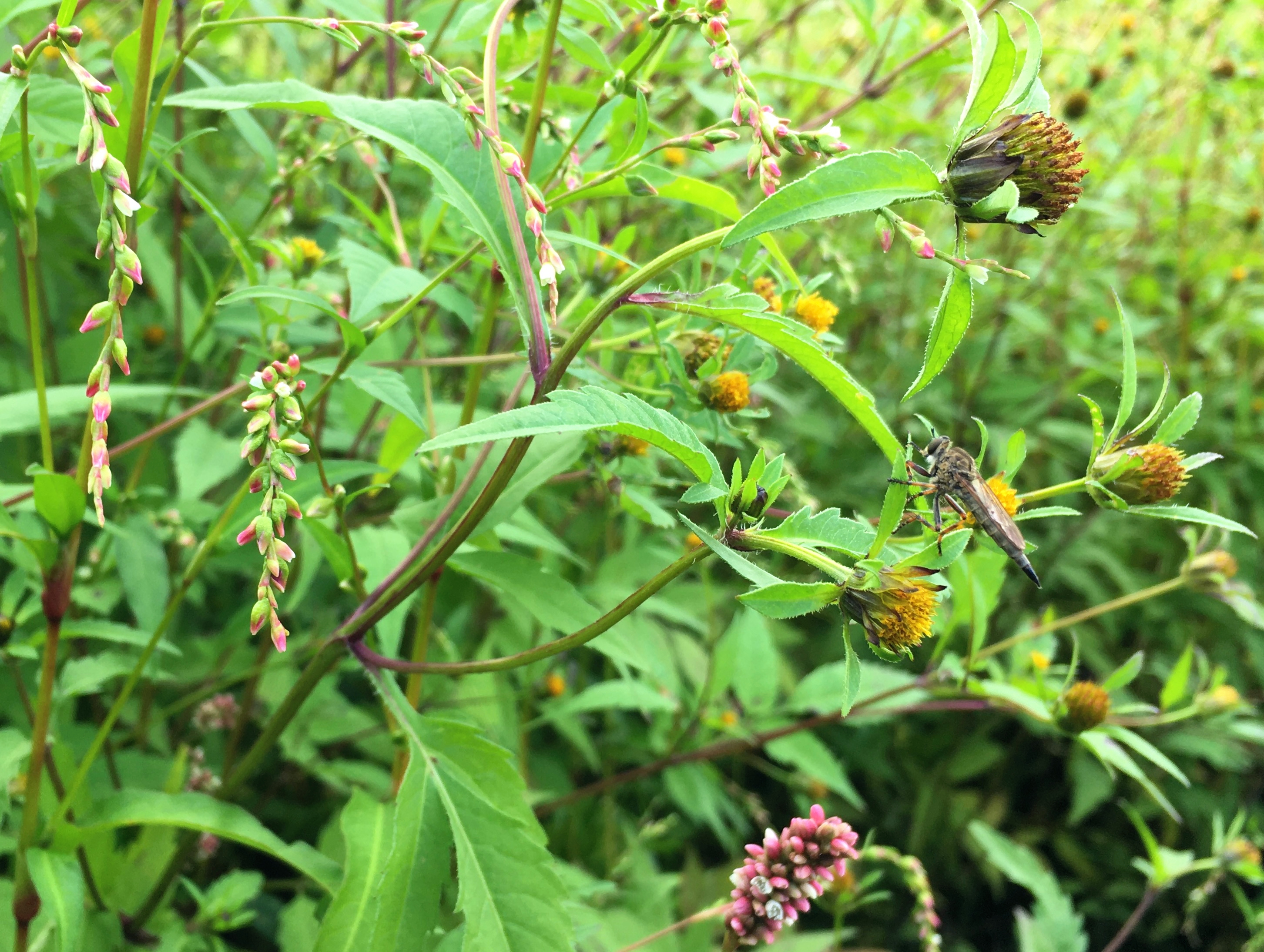
Een ringpootroofvlieg in de associatie van waterpeper en tandzaad